# Ignacy Schwarzbart
Ignacy Schwarzbart, ou Itzhak Schwarzbart, ou encore Ignacy Szwarcbart (1888–1961), est un éminent sioniste polonais et, avec Samuel Zygelbojm, l'un des deux membres juifs du Conseil National Polonais auprès du gouvernement polonais en exil pendant la Seconde Guerre mondiale.

## Le sioniste
Pendant ses études à l'université Jagellonne de Cracovie, il est membre de l'association étudiante sioniste Haszachar (l'Aube). Après ses études, il s'installe comme avocat à Cracovie et publie des articles dans la presse juive de Pologne. Il devient président de la Fédération sioniste de Galicie occidentale et de Silésie et, à ce titre, participe aux Congrès sionistes des années 1920 et 1930. Selon les termes de l'Encyclopaedia Judaica, il est la force motrice derrière la fondation de l'Union mondiale des Sionistes généraux en 1931. Il sera le président de cette organisation jusqu'en 1935, puis, à la suite d'une scission, en dirigera une fraction. Il devient membre du Comité Exécutif Sioniste (après 1933). Il représenta également les sionistes au Conseil de la communauté juive de Cracovie. Il a sa part dans l'établissement du Congrès juif mondial. En 1938, il est élu à la chambre basse du parlement polonais.

## Membre du gouvernement polonais en exil
En septembre 1939, Schwarzbart fuit devant l'invasion allemande de la Pologne. En décembre 1939, il est nommé au Conseil National Polonais auprès du gouvernement polonais en exil, à Londres.
À partir de 1942, il joue un rôle clé dans la diffusion de récits d'atrocités nazies contre les Juifs en Pologne,,. Le 29 juin 1942, il tient à Londres une conférence de presse où il déclare qu'un million de Juifs ont déjà été tués. Ce chiffre est cité dans des journaux britanniques, mais est accueilli avec scepticisme par les politiciens britanniques et par certains politiciens polonais.
Selon la Yivo Encyclopedia of Jews in Eastern Europe, Schwarzbart plaidait vigoureusement, auprès du gouvernement polonais en exil, en faveur de droits pour les Juifs dans la future Pologne libérée et exerçait du lobbying pour faire aider les Juifs polonais qui subissaient l'occupation allemande. À l'appui de ses demandes, le leader sioniste faisait valoir d'une part que les Juifs polonais faisaient partie intégrante de la nation polonaise et, d'autre part, que les Juifs du monde entier pourraient éventuellement être d'importants alliés de la Pologne dans la poursuite de ses buts politiques. La Yivo Encyclopedia of Jews in Eastern Europe ajoute que cette stratégie n'eut pas les effets que Schwarzbart escomptait et qu'il était souvent exaspéré par le peu d'empressement des Polonais à inclure les Juifs. Du côté polonais, on avait des griefs symétriques. Le général Sikorski, par exemple, disait : « Je traite les Juifs comme on manie un œuf mollet, mais c'est peine perdue. »

## Un manipulateur
Jan Karski, qui rencontra Schwarzbart pendant la guerre, a dit qu'il lui fit l'effet d'un « politicien professionnel un peu manipulateur ». Selon l'historien Walter Laqueur, cette impression est tout à fait juste.